# Coprosma molokaiensis
Coprosma molokaiensis är en måreväxtart som beskrevs av Harold St.John. Coprosma molokaiensis ingår i släktet Coprosma och familjen måreväxter. Inga underarter finns listade i Catalogue of Life.